# Anguilla malgumora
Anguilla malgumora är en fiskart som beskrevs av Kaup, 1856. Anguilla malgumora ingår i släktet Anguilla och familjen egentliga ålar. Inga underarter finns listade i Catalogue of Life.